# (4053) Cherkasov
(4053) Cherkasov ist ein Asteroid des Hauptgürtels, der am 2. Oktober 1981 von der ukrainisch-sowjetischen Astronomin Ljudmyla Schurawlowa an der Zweigstelle des Krim-Observatoriums (IAU-Code 095) in Nautschnyj entdeckt wurde.
Der Asteroid ist nach dem sowjetischen Schauspieler Nikolai Konstantinowitsch Tscherkassow (1903–1966) benannt.